# Borsodi Vegyi Kombinát

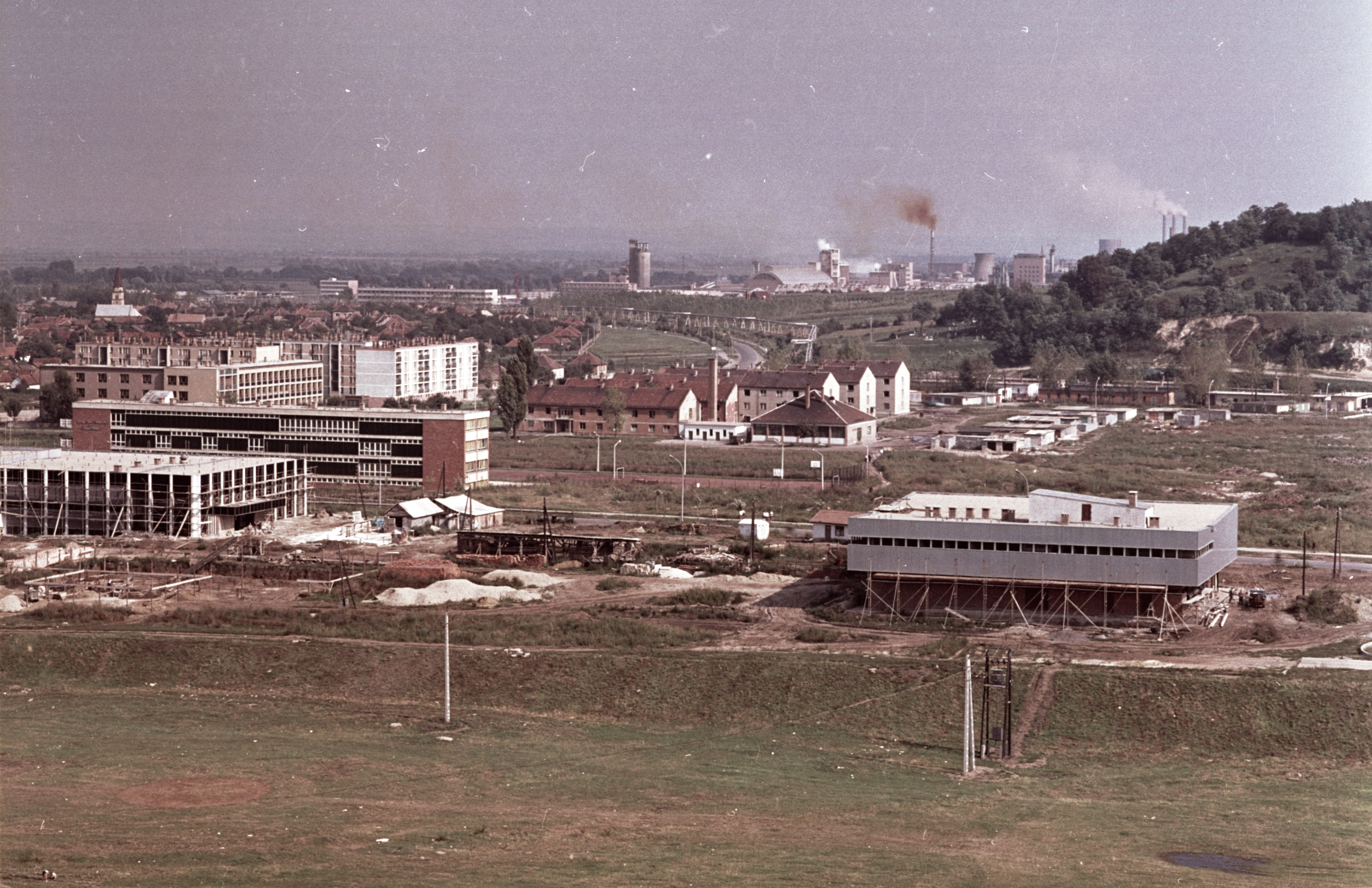
Panorámakép az épülő városról. Háttérben a Borsodi Vegyi Kombinát

A  Borsodi Vegyi Kombinát (röviden: BVK) Magyarország első vegyipari létesítménye volt Kazincbarcikán. Építése 1949-ben kezdődött, 1991 után BorsodChem Zrt. néven működik tovább.

## A BVK története

### A kezdetek
A Borsodi Vegyi Kombinát a Borsodi Ipari Tröszt, a Borsodi Kokszművek és a Sajómenti Vegyiművek egyesülésével jött létre 1954-ben. Első terméke a nitrogén alapú műtrágya. Termékek: ammónia, nitrit, karbamid.

### Az 1960-as évek
1963-ban megkezdte a termelését a 6000 tonna/év kapacitású PVC Gyár, ahol a PVC-por gyártását kezdték meg. Ebben az évben valósult meg a Berentei Vegyi Művek és a Borsodi Vegyi Kombinát fúziója. A kaprolaktám üzemet 1963 és 1967 között építették fel. Ekkor zajlott a nitrogénmű második bővítése. 
1969-ben helyezték üzembe a 25 000 tonna/év PVC-por kapacitású PVC-II-t.
1969-ben a három magyarországi nitrogénműtrágya-gyár által előállított ammóniából a Borsodi Vegyi Kombinát 126 866 tonnát termelt, az összetermelés 30,6%-át.
Létszámát tekintve ekkoriban a BVK a hazai vegyipar 6. legnagyobb vállalata volt.

### Az 1970-es évek
1978-ban megalakult a PVC-III. nagyberuházás 150 000 tonna/év PVC-por gyártókapacitással.

### BorsodChem Rt.

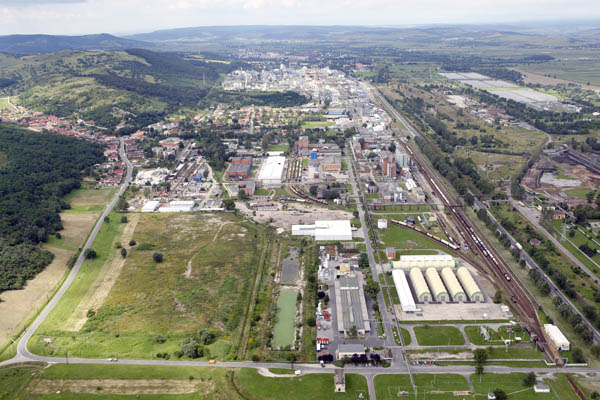
A BorsodChem Zrt. légifotón (2010)

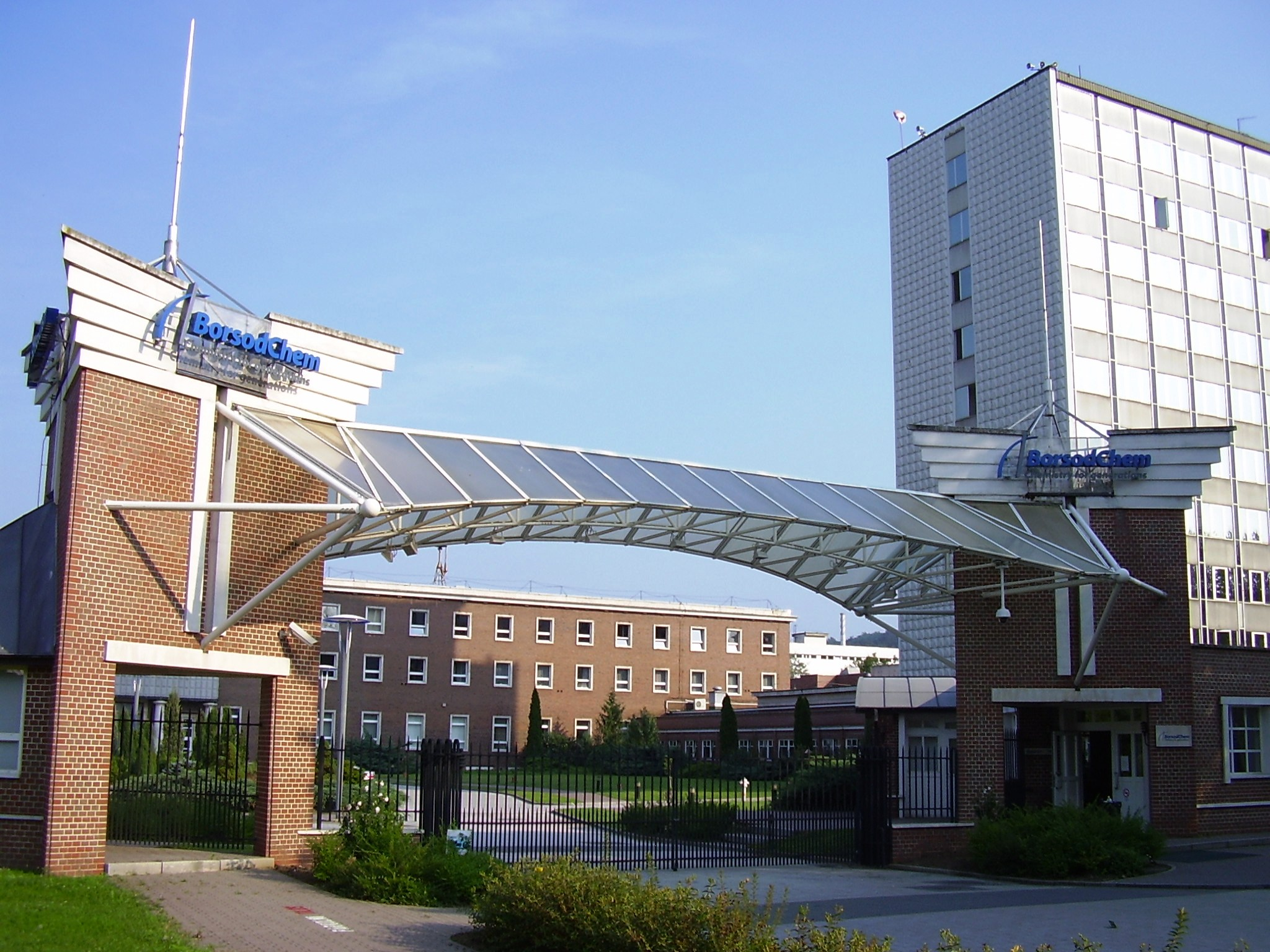
A BorsodChem Rt. főbejárata (2014)

1991-ben a BVK Vagyonkezelő Holding és a Borsodi Vegyi Kombinát Részvénytársaság átalakul BorsodChem Rt-vé.

## A Borsodi Vegyi Kombinát igazgatói
- Szabó József (1954–1955)
- Gór Nagy Sándor (1955–1957)
- Sütő László (1957–1963)
- dr. Szántó István (1963–1971)
- Körtvélyes István (1971–1981)[2]
- dr. Tolnai Lajos (1981–1991)
- Kovács F. László (1991)

## A BVK termékei voltak
- Műtrágyák
  - Supernit (karbamid) – 46%-os nitrogén-tartalommal
  - Agronit (tapadásmentes magnéziumos mészammonsalétrom) – 28%-os nitrogén-tartalommal
  - Agronit-S (ammónium-szulfát) – 21%-os nitrogén-tartalommal

- Polivinilklorid
  - Ongrovil – PVC-por
  - Ongrovit – PVC-granulátum

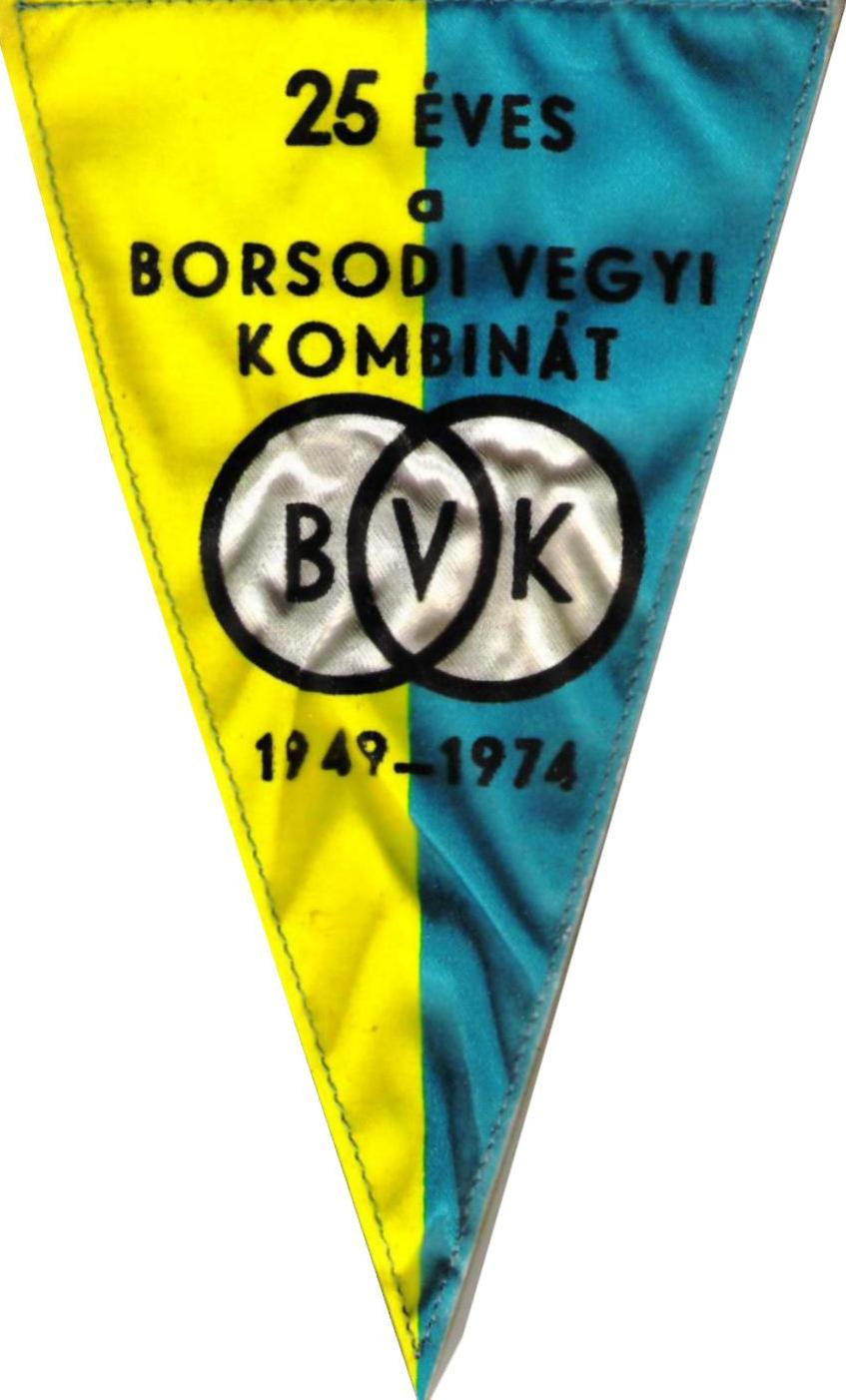
A Borsodi Vegyi Kombinát zászlója

- Kaprolaktám (1966-tól) – polamid típusú műszálak alapanyaga
  - Bonamid (1968-tól) – kaprolaktámból tömbpolimerizációval előállított poliamid
- Szervetlen vegyi anyagok
  - Marónátron
  - Nátrium-hipoklorit (Hipó)
  - Szalmiákszesz
- Ipari gázok
  - Ammónia
  - hegesztési oxigén
  - Disszugáz
  - Dinitrogén-oxid (Dinox)

- Szerves vegyi anyagok
  - Ciklohexanol
  - Ciklohexanon

- Műanyagipari segédanyagok
  - Ongrostab HOB
  - Ongrostab HMB
  - Ongrostab 2246

- Egyéb
  - Portplast (műanyag ajtó)

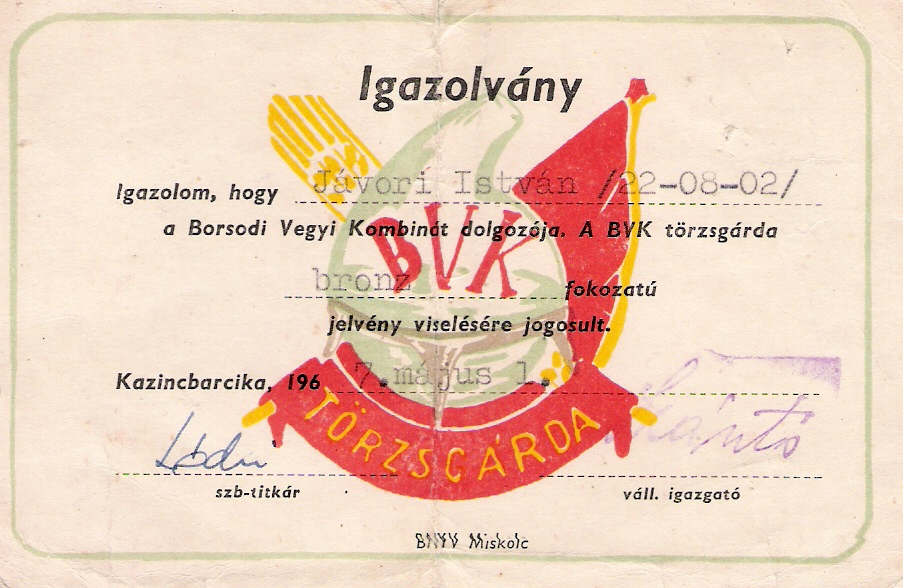
Törzsgárda igazolvány 1967-ből

  - Plantprotam (fehérjedúsító készítmény)
  - Rolplast (redőnyléc)[3]

## BVK dolgozóinak létszáma
- 1958-ban 1397 fő
- 1963-ban 2332 fő
- 1970-ben 4668 fő
- 1973-ban 5425 fő[4]

## Az árbevétel alakulása
- 1970: 1,4 milliárd Ft
- 1980: 8,1 milliárd Ft
- 1990: 16,9 milliárd Ft